# マリ・ヤングブラッド
マリ（Mari、マリ・ヤングブラッド、マリ・ティタニナ）は、ソプラノ歌手。トーマス・ヤングブラッドの妻。
アルバム参加歴はキャメロット『エピカ』『ザ・ブラック・ヘイロー』『ワン・コールド・ウィンターズ・ナイト』。ミュージカル出演歴は『キスメット』『オクラホマ!』『ブリガドーン』。自らもザ・マスカレードというプロジェクトで音楽活動をしている。